# Эссекс (округ, Нью-Джерси)
О́круг Э́ссекс (англ. Essex County) — округ в штате Нью-Джерси, США. По данным переписи за 2010 год число жителей округа составляло 783 969 человек. В городе Ньюарк располагается административный центр округа. Эссекс является частью Нью-Йоркской агломерации.

## Географическое положение
Округ расположен на северо-востоке Нью-Джерси. Площадь округа 336 км². Находится на берегу залива Ньюарк на юго-востоке и реки Пассейик. На востоке преобладает прибрежный ландшафт, на западе — холмы. В округе находится Международный аэропорт Ньюарка.

## История
Мигранты из Коннектикута приобрели территории округа у делаваров в 1666 году. Эссекс — это один из первоначальных округов Нью-Джерси, он был сформирован в 1683 году и назван в честь графства в Англии. Ньюарк развивался как транспортный и производственный центр.
В округе находятся Технологический институт Нью-Джерси (создан 1881 году), кампус университета Рутгерса (1892 год), университет Сетон-Холла (1856 год), колледж Упсала (1893 год).

## Население
| Год переписи | Нас.   |  | %±    |
| ------------ | ------ |  | ----- |
| 1790         | 17785  |  | —     |
| 1800         | 22269  |  | 25,2% |
| 1810         | 25984  |  | 16,7% |
| 1820         | 30793  |  | 18,5% |
| 1830         | 41911  |  | 36,1% |
| 1840         | 44621  |  | 6,5%  |
| 1850         | 73950  |  | 65,7% |
| 1860         | 98877  |  | 33,7% |
| 1870         | 143839 |  | 45,5% |
| 1880         | 189929 |  | 32%   |
| 1890         | 256098 |  | 34,8% |
| 1900         | 359053 |  | 40,2% |
| 1910         | 512886 |  | 42,8% |
| 1920         | 652089 |  | 27,1% |
| 1930         | 833513 |  | 27,8% |
| 1940         | 837340 |  | 0,5%  |
| 1950         | 905949 |  | 8,2%  |
| 1960         | 923545 |  | 1,9%  |
| 1970         | 932526 |  | 1%    |
| 1980         | 851304 |  | −8,7% |
| 1990         | 778206 |  | −8,6% |
| 2000         | 793633 |  | 2%    |
| 2010         | 783969 |  | −1,2% |
| 2017         | 808285 |  | 3,1%  |

В 2010 году на территории округа проживало 783 969 человек (из них 48,0 % мужчин и 52,0 % женщин), насчитывалось 283 712 домашних хозяйства и 189 339 семей. Расовый состав: белые — 42,6 %, афроамериканцы — 40,9 %, коренные американцы — 0,4 % и представители двух и более рас — 3,2 %. 20,3 % населения были латиноамериканцами.
Население округа по возрастному диапазону по данным переписи 2010 года распределилось следующим образом: 24,9 % — жители младше 18 лет, 4,0 % — между 18 и 21 годами, 59,6 % — от 21 до 65 лет и 11,5 % — в возрасте 65 лет и старше. Средний возраст населения — 36,4 лет. На каждые 100 женщин в Эссексе приходилось 92,1 мужчин, при этом на 100 совершеннолетних женщин приходилось уже 88,6 мужчины сопоставимого возраста.
Из 283 712 домашних хозяйств 66,7 % представляли собой семьи: 40,1 % совместно проживающих супружеских пар (19,6 % с детьми младше 18 лет); 20,6 % — женщины, проживающие без мужей и 6,1 % — мужчины, проживающие без жён. 33,3 % не имели семьи. В среднем домашнее хозяйство ведут 2,68 человека, а средний размер семьи — 3,29 человека. В одиночестве проживали 27,7 % населения, 9,4 % составляли одинокие пожилые люди (старше 65 лет).

## Экономика
В 2016 году из 622 945 трудоспособных жителей старше 16 лет имели работу 361 748 человек. В 2014 году медианный доход на семью оценивался в 70 937 $, на домашнее хозяйство — в 54 860 $. Доход на душу населения — 33 482 $. 14,0 % от всего числа семей в Эссексе и 17,2 % от всей численности населения находилось на момент переписи за чертой бедности.